# Královská hymna
Královská hymna je vlastenecká píseň, podobně jako národní hymna, avšak svým textem obzvláště oslavující konkrétního monarchu nebo panovnický rod. Tyto hymny jsou obvykle užívány při veřejných královských akcích nebo příležitostech pro panovníka významných.

## Příklady
- God Save the King (Bože, chraň krále) – královská hymna Spojeného království, Kanady, Austrálie a dalších zemí Commonwealthu. Na Novém Zélandu jsou za národní hymnu uznány písně God Save the King i God Defend New Zealand, avšak God Save The King je užívána pouze v přítomnosti krále, královny nebo jiného člena královské rodiny. Dříve melodie této hymny byla hymnou Pruského císařství.
- Kungssången (Králova píseň) – královská hymna Švédska.
- Kong Kristian (Král Kristian) – královská hymna Dánska.
- Marcha Real (Královský pochod) – královská hymna Španělska.
- Phleng Sansoen Phra Barami – královská hymna Thajska.
- Kongesangen – královská hymna Norska. Jedná se o adaptaci písně God Save the King a má stejnou melodii.
- Боже, Царя храни (Bože, chraň cara) – bývalá národní hymna Ruského impéria do roku 1917. V současnosti užíváno v určitých kruzích ruské diaspory. I tato hymna má stejnou melodii jako God Save the King.
- Heil dir im Siegerkranz (Zdravím tě, věnci vítězů) – bývalá národní hymna Německého císařství do roku 1918. I tato hymna má stejnou melodii jako God Save the King.
- O Hino da Carta (Hymna chartovi) – bývalá národní hymna Portugalska, do roku 1910.
- Marcia Reale (Královský pochod) – bývalá národní hymna Itálie, do roku 1946.
- Bože pravde (Spravedlivý Bože) – historická verze srbské hymny z období království.
- Ubavoj nam Crnoj Gori – hymna Černé Hory z doby monarchie oslavující prince a později krále.
- Onamo 'namo! – hymna Černohorského království, kterou složil král Nikola I.
- Hymna caru – bývalá královská hymna Bulharska, do roku 1946.
- Trăiască regele (Dlouhý život krále) – bývalá národní hymna Rumunska, do roku 1947.
- Gott erhalte Franz den Kaiser (Bože, chraň císaře Františka) – hymna Rakouska-Uherska. S jinými slovy je dnes hymnou Spolkové republiky Německo.
- Sorood e-Shahanshahi Iran (Imperiální pozdrav Íránu) – bývalá národní hymna Íránu, od roku 1933 do roku 1979.
- Pheng Xat Lao (Hymna laoského lidu) – historická verze laoské hymny z období království.
- Papežská hymna
- Vive Henri IV. (Ať žije Jindřich IV. anebo také Dobrý král Jindřich) – bývalá hymna královské Francie.